# Pałac Brühla na Młocinach
Pałac Brühla na Młocinach (Zespół pałacowo-parkowy Młociny) – zabytkowy pałac w Bielanach, w Warszawie, przy ul. Muzealnej 1.
Jedna z rezydencji Henryka von Brühla, a później jego syna Alojzego Fryderyka von Brühla, znajdująca się w dzielnicy 

## Historia
Pałac został wzniesiony jako rezydencja podmiejska w latach 1752–1758 dla ministra Henryka von Brühla według projektu Johanna Friedricha Knöbla na wiślanej skarpie, otoczony ogrodem, nazywany też „Wilanowem Północy”. W pobliskim zwierzyńcu (wydzielonym obszarze leśnym) trzymano rozmaite dzikie zwierzęta: żubry, dziki, jelenie i daniele, zbudowano także bażantarnię (gdzie hodowany bażanty, później zaś trzymano sarny). Tam prawdopodobnie też powstały i funkcjonowały teatr leśny oraz obiekt zwany świątynią Diany.
W 1786 pałac został przebudowany przez Szymona Bogumiła Zuga dla Alojzego Fryderyka von Brühla. Obok pałacu (w latach ok. 1772–1784) wzniesiono oficyny pierwsze (nadal zachowane) i drugie oraz budynki użytkowe (zabudowania gospodarcze), W pobliżu zaś, głównie na skarpie nad Wisłą powstały też różne pawilony parkowe (orientalny, monopter, dwie wiejskie chaty, chata rybacka lub ermitaż) o funkcji ozdobnej i rekreacyjnej, przypuszczalnie wzniesione w latach 70. XVIII wieku także przez Zuga. Istniały one prawdopodobnie do ok. połowy XIX w. Ozdobę i charakterystyczny element XVIII-wiecznego dziedzińca stanowiła dekoracyjna pergola. Od strony południowej wjazd na teren posesji  zamykała ozdobna brama. Całość tej obszernej kompozycji ogrodowej dopełniały karczma (austeria) położona przy głównej drodze do wsi Młociny i wiatrak, najbardziej oddalony od pałacu, usytuowany na wiślanym brzegu. 
W pałacu bywali królowie August III Sas i Stanisław August Poniatowski. 
Po 1790 posiadłość stała się własnością Michała Starzeńskiego, a od 1820 należała do rodziny de Pothsów. W 1876 po odłączeniu od majątku Młociny pałac został sprzedany bankierom Hipolitowi Wawelbergowi i Stanisławowi Rotwandowi. Pałac został znacznie przebudowany w 1898 na letnią rezydencję. W latach 1906–1945 właścicielem pałacu była rodzina Grodzickich. W 1934 budynek został uszkodzony przez pożar.
Pałac nie został poważniej zniszczony podczas II wojny światowej, jednak został zaniedbany i odrestaurowany w latach 1947–1949. Po II wojnie światowej był siedzibą Muzeum Kultur Ludowych (późniejsze Państwowe Muzeum Etnograficzne). Ulica prowadząca do pałacu otrzymała nazwę Muzealna (od wcześniej wspomnianego muzeum, które już pod nazwą Państwowe Muzeum Etnograficzne zostało w 1973 przeniesione na ul. Kredytową 1). Od lat 80. XX wieku pałac stał się własnością PAN do lat 90. XX wieku.
W 1993 pałac próbowała odzyskać córka Stefana Grodzickiego, Barbara Róża Horodyska. Choć pierwsza próba była nieudana, ostatecznie spadkobiercom udało się to później. Od nich pałac przejął Sławomir Tomaszewski, honorowy prezes austriackiego Forum Polonii. Pałac pozostający w fatalnym stanie technicznym miał zostać odremontowany. Właściciel uzależniał jednak remont od uzyskania zgody na budowę w parku przed pałacem 9 nowoczesnych budynków-apartamentowców. Biuro Naczelnego Architekta Miasta odmówiło wydania pozwolenia na budowę, jednak w 2006 zgodę wydał mazowiecki konserwator zabytków Ryszard Głowacz, który za tę decyzję został odwołany ze stanowiska.
W połowie 2008 pałac ponownie zmienił właściciela, którym został Sylwester Gardocki. Nowy właściciel zbudował wokół parku przypałacowego ogrodzenie aż do podnóża skarpy wiślanej, włączając w to fragment wału przeciwpowodziowego, niebieskiego szlaku turystycznego oraz dojazd rowerowy do sezonowego promu w Łomiankach.

## Opis
Parterowy budynek wybudowany na planie prostokąta, kryty dachem czterospadowym. Od frontu portyk typu in antis z sześcioma kolumnami (czterema stojącymi wolno) (doryckimi) toskańskimi podtrzymującymi trójkątny szczyt- fronton (tympanon) zawierający kartusze z herbami szlacheckimi Henryka Brühla (L) i jego żony Marii von Kolowrat-Krakowsky (P). Po bokach portyku alkierze kryte wysokimi dachami namiotowymi.  na tylnej fasadzie pałacu ryzalit również z frontonem i herbami Henryka Brühla (L) i jego żony Marii von Kolowrat-Krakowsky (P) i herbami. Przed pałacem, po jego bokach dwie parterowe oficyny, kryte czterospadowym dachem mansardowym z lukarnami i użytkowym poddaszem.

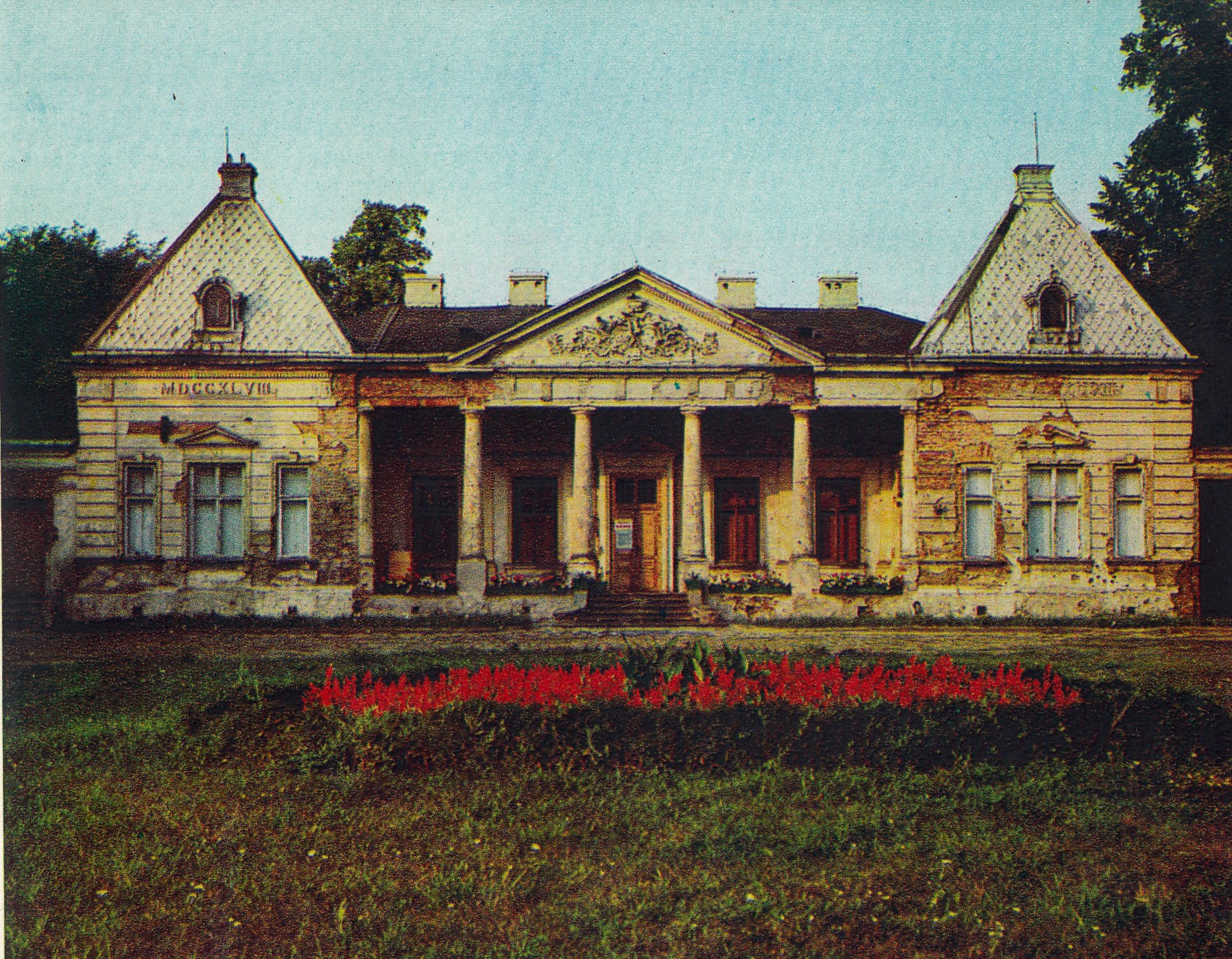
Fronton z herbami, lata 60. XX wieku